# Yasmin Verheijen
Yasmin Verheijen (Amsterdam, februari 1994) is een internationaal fotomodel en werd in 2013 op 19-jarige leeftijd gekroond tot Miss Nederland Universe 2014.
Ze vertegenwoordigde in januari 2015 Nederland tijdens de Miss Universe-verkiezing in Miami, waar zij eindigde als vierde.
Verheijen studeerde binnenhuisarchitectuur en heeft een opleiding voor voedingsdeskundige afgerond. Van 2014 tot 2017 had zij een relatie met voetballer Khalid Boulahrouz.